# 花山街道 (武汉市)
花山街道，是中华人民共和国湖北省武汉市洪山区下辖的一个乡镇级行政单位。

## 行政区划
花山街道下辖以下地区：
花山社区、白浒村、清丰村、东港村、沿江村、山湖村、红光村、白羊山村、红军村、土桥村、联合村、花山村、红焰村和春和村。

## 交通
- 武九客运专线：花山南站